# Recluzia
Recluzia é um gênero de moluscos gastrópodes, marinhos e pelágicos, holoplanctônicos e pleustônicos, pertencente à família Epitoniidae da ordem Caenogastropoda; no passado fazendo parte de obsoleta família Janthinidae. Foi classificado por Petit de la Saussaye, em 1853, e sua espécie-tipo, Recluzia lutea, fora descrita por Bennett, como Janthina lutea (no gênero Janthina Röding, 1798; depois nomeada, em inglês, recluzia snail -sing.), no ano de 1840.

## Descrição da concha
Suas conchas leves, flutuantes, alongadas a globosas e bastante frágeis, não apresentam opérculo e são comumente castanhas e com espiral destacada e suturas (junção entre as voltas) com cavidades aprofundadas, também podem ter a concha fina e transparente, com o lado inferior branco e as partes superiores marrom-azuladas. Possuem a abertura arredondada e lábio externo fino e quebradiço.

## Descrição do animal, habitat e hábitos
Os moluscos do gênero Recluzia não possuem visão e não podem viver desconectados de seus flutuadores; fixos por seus pés e com a abertura da concha para cima, estando à mercê de ventos e correntes marinhas, na superfície das ondas, para o seu deslocamento, passando sua vida na zona epipelágica ou nêuston (superfície dos oceanos) de mares tropicais, se alimentando de cnidários Minyadidae flutuantes. Tais flutuadores são constituídos por uma bolsa de bolhas de ar formadas por muco endurecido e secretado pelo animal. Tais bolsas também contém seus ovos, mantidos em cápsulas presas à parte inferior do flutuador das fêmeas e liberados como larvas que nadam livremente. Os indivíduos são protândricos; iniciam suas vidas como machos e posteriormente se tornam fêmeas. Quando são alvo de predação eles podem soltar uma substância de coloração arroxeada para a sua defesa. Podem ser depositadas em praias, ainda vivos.

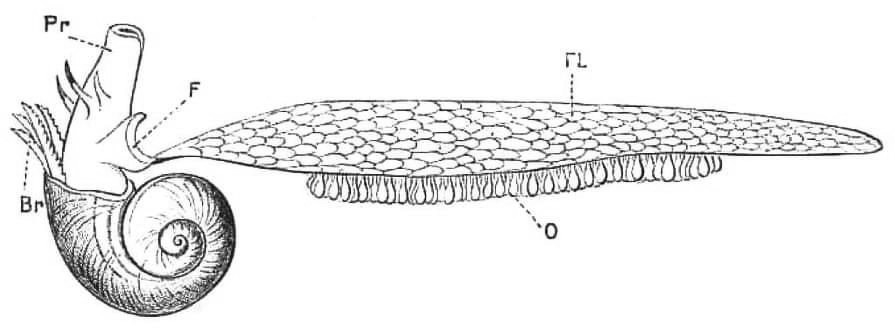
Ilustração de Janthina janthina (Linnaeus, 1758)[1] com o animal ("FL": flutuador; "O": ovos; "Pr": probóscide; "Br": brânquias; "F": pé); retirada de Molluscs, Cambridge Natural History, v.3 (1895). Espécies do gênero Recluzia possuem hábito e habitat similar.

## Espécies deRecluzia
- Recluzia johnii (Holten, 1802)
- Recluzia lutea (Bennett, 1840)[1]